# Змея в тени орла
«Змея́ в тени́ орла́» (иер. трад. 蛇形刁手, йель: Se4 Jing4 Diu1 Sau2) — фильм с боевыми искусствами, снятый режиссёром Юнь Вопхином. Гонконгская премьера состоялась 1 марта 1978 года. Фильм, сделавший Джеки Чана звездой и положивший начало жанра комедийного кунг-фу. Другое название фильма на русском — «Тень орла» (англ. Eagle’s Shadow).

## Сюжет
Китай времён династии Цин. Бедный сирота Кань Фук (Цзянь Фу) случайно спасает жизнь мастеру кунг-фу Пак Чёнтхиню (Бай Чжантяню), последнему оставшемуся в живых представителю школы Змеиного Кулака, уничтоженной зловещим кланом Орлиного Когтя. Благородный мастер берёт юношу в ученики, дабы передать ему секреты своего боевого стиля. А ученик оказывается настолько талантлив, что на основе приёмов учителя даже создаёт собственный стиль. Очень своевременное изобретение, которому вскоре придётся пройти самую суровую проверку, когда орда адептов Орлиного Когтя во главе с непобедимым Сёнкунь Ятванем обнаружат Пак Чёнтхиня и явятся убить его.

## В ролях
- Джеки Чан — Кань Фук
- Юнь Сиутхинь — Пак Чёнтхинь
- Хван Чжон Ри — Сёнкунь Ятвань
- Тино Вон — Чемпион Трёх Провинций
- Дин Сэк[кит.] — учитель Лэй
- Сюй Ся — Соу Чань
- Чарли Чань — учитель Хун
- Рой Хоран[англ.] — «священник» (русский наёмный убийца)
- Чиу Чилин[кит.] — учитель Лён
- Фун Хакъон — глава школы Змеиный Кулак
- Фун Кинмань[англ.] — учитель Чхёй
- Чань Лаппань[кит.] — госпожа в борделе
- Макс Ли — ученик, избивший Кань Фука
- Чён Кам — Чау Тайкуай
- Чхой Фай — один из подручных учителя Чхёя
- Чань Лун — учитель Линь

## Съёмочная группа
- Кинокомпания: Seasonal Film Corporation
- Продюсер: Ыг Сиюнь
- Режиссёр: Юнь Вопхин
- Ассистент режиссёра: Хо Тхиньсин, Сяо Лун
- Постановка боёв: Юнь Вопхин, Сюй Ся, Бренди Юнь, Кори Юнь[кит.], Юнь Сёньи
- Художник: Джонатан Тин
- Сценарий: Ын Сиюнь, Сяо Лун, Клиффорд Чхой
- Композитор: Чау Фуклён
- Грим: Коу Сиупхин, Лоу Сёйлинь
- Оператор: Чён Хой
- Дизайнер по костюмам: Хун Кхюньхой, Пау Куоклань
- Монтажёр: Пхунь Хун

## Технические данные
- Язык: кантонский
- Продолжительность: 98 мин
- Изображение: цветной
- Плёнка: 35 мм.
- Формат: 2,35:1.
- Звук: моно

## Критика
Джоуи О’Брайан из The Austin Chronicle отметил, что фильм способствовал популяризации жанра «кунг-фу комедии» и открыл широкой публике малоизвестного актёра Джеки Чана. Роберт Парди из TV Guide отмечает сложные трюки выполненные Джеки Чаном и успех фильма у фанатов. Александр Павлов отмечает, что именно в этом фильме Джеки Чан, ранее пребывавший в тени Брюса Ли, обрел собственный легко узнаваемый стиль.

## Кассовые сборы в Гонконге
За пятнадцать дней кинотеатрального проката в Гонконге, с 1 по 15 марта 1978 года, кассовые сборы составили 2,7 миллиона гонконгских долларов, благодаря чему фильм получил восьмое место в списке самых кассовых фильмов Гонконга за 1978 год.

## Релизы
- 1 марта 1978 год — премьера в Гонконге.
- 5 сентября 1978 года — премьера в Филиппинах.
- 13 апреля 1979 год — премьера в Германии (ФРГ).
- 1 декабря 1979 год — премьера в Японии.
- 21 декабря 1979 год — премьера в Южной Корее.
- 1 октября 1981 год — премьера в Португалии.
- Ноябрь 1982 год — премьера в США.
- 7 февраля 2000 год — выход фильма в Великобритании на видеоносителях.
- 14 января 2002 год — выход фильма в Сербии на видеоносителях.
- 18 июня 2002 год — выход фильма в США на видеоносителях.
- 10 июля 2002 год — выход фильма в Аргентина на видеоносителях.
- 15 августа 2002 год — выход фильма в России на видеоносителях (дистрибьютор — концерн ВидеоСервис). Также выпускался на пиратских видеокассетах.
- 16 февраля 2004 год — выход фильма в Гонконге на видеоносителях.
- 28 октября 2007 год — демонстрация фильма на кинофестивале Night Visions в Финляндии.